# Koncert (Parni valjak)
Koncert je prvi koncertni videoalbum Parnog valjka. Na njemu se nalaze snimke s koncerta održanog 23. prosinca 1987. u zagrebačkom Domu sportova.

## Popis pjesama
1. Anđeli se dosađuju? (s albuma Anđeli se dosađuju?)
2. Zagreb ima isti pozivni (s albuma Anđeli se dosađuju?)
3. Pusti nek' traje (s albuma Uhvati ritam)
4. Uhvati ritam (s albuma Uhvati ritam)
5. Vrijeme je na našoj strani (s albuma Vrijeme je na našoj strani)
6. Ostani s njim (s albuma Uhvati ritam)
7. Kada me dotakne (s albuma Anđeli se dosađuju?)
8. Vruće igre (s albuma Vruće igre)
9. Jesen u meni (s albuma Anđeli se dosađuju?)
10. Samo sjećanja (s albuma Vruće igre)
11. Gledam je dok spava (s albuma Pokreni se!)
12. Ugasi me (s albuma Pokreni se!)

## Vanjske poveznice
- Koncert na stranici Discogs.com